# Pozytyw (instrument muzyczny)
Pozytyw (łac. ponere „stawiać”, „kłaść”) – małe organy piszczałkowe, instrument muzyczny z grupy aerofonów wargowych klawiszowych, najwcześniejsza forma organów, początkowo wyposażony w jedną klawiaturę ręczną (manuał) i piszczałki wargowe, a od XVI wieku również w klawiaturę nożną (pedał) i piszczałki języczkowe. Ma gabaryty dużej skrzyni o wysokości od ok. 0,5 do 2 metrów; w zależności od konstrukcji umieszczany jest na podłodze lub stole. Do obsługi wymaga dwóch osób: organisty i kalikanta.
Nazwą pozytyw określa się również część (sekcję brzmieniową) organów średnich i wielkich.
Pozytyw używany był głównie od X do XVII wieku w małych kościołach, kaplicach, salach i zamożniejszych domach; w muzyce kościelnej i świeckiej, jako instrument akompaniujący, a od XVII wieku do realizowania basu cyfrowanego. Wyszedł z użycia zastąpiony przez praktyczniejszą fisharmonię. Jego renesans nastąpił w wieku XX, wraz ze wzrostem zainteresowania wykonawstwem muzyki dawnej.